# Менон, Кумар Падма Шивашанкар
Кумар Падма Шивашанкар Менон (англ. Kumara Padma Sivasankara Menon Sr., 18 октября 1898, Коттаям — 22 ноября 1982) — индийский дипломат, государственный и общественный деятель, мемуарист.

## Биография
Кумар родился в Керале, в семье юриста Кумара Менона, происходившего из наирского княжеского рода. Высшее образование получил в Мадрасском Христианском колледже (Madras Christian College), а затем — в Оксфорде, где он был избран президентом корпорации «Oxford Majlis Asian Society».
В 1921 году (в 23 года) Менон начал дипломатическую карьеру на службе подъярёмной «Индийской империи». Служил в Мадрасском президентстве (Madras Presidency), в правительственном аппарате Северо-Западной пограничной провинции (North West Frontier of India) и в Белуджистане (Baluchistan). В 1924 г. назначен младшим секретарём британского представителя в Хайдарабаде (Princely State of Hyderabad). Потом служил в Раджпутане (Rajputana).
В 1929—1933 годах был дипломатическим агентом правительства Индийской империи на Цейлоне.
В 1934 году посетил центры индийской диаспоры в Занзибаре и на восточном побережье Африканского континента (в Танганьике и Кении).
В 1939 году назначен главой регионального правительства в Бхаратпуре.
В годы Второй мировой войны Менон занимал про-британскую позицию. В сентябре 1943 и в августе — декабре 1944 года совершил в ранге генерального агента Индии в Китае две поездки в китайский город Чунцин (Chungking). В 1943 году награждён орденом Британской империи.
С 25 апреля по 26 июня 1945 года Менон возглавлял делегацию Британской Индии на Сан-Францисской конференции, когда была учреждена Организация Объединённых Наций. 
В 1948 году (то есть ещё до начала Корейской войны) Менон стал председателем ООНовской комиссии по Корейскому вопросу (Chairman of the UN Commission on Korea).
С 16 апреля 1948 по 21 сентября 1952 года — статс-секретарь Совета министров Индии.
C 21 сентября 1952 вплоть до 1961 года Менон — посол Индии в СССР, с одновременной аккредитацией в Польше и Венгрии. Как вспоминал Менон, вскоре после приезда в Москву он «вынужден был посетить МИД и выразить протест в связи с оскорбительным отношением советской прессы к признанному национальному лидеру, отцу нации Махатме Ганди». В ответ он услышал ссылки на то, что индийская печать также позволяет себе оскорбительные замечания в адрес Ленина и Сталина. Однако, Менон не счёл возможным согласиться с такого рода аргументацией, и прямо сказал, что в Советском Союзе пресса прямо отражает мнение руководства страны, в то время как индийская пресса свободна и не зависит от позиции властей. В Москве Менон много раз встречался со Сталиным (он был последним иностранцем, видевшим Сталина живым 13 февраля 1953 года) и Хрущёвым. Летом 1955 года Менон присутствовал на открытии памятника Афанасию Никитину в городе Калинин.
С 1965 года — председатель Индийско-советского культурного общества.
С 1970 года — член Президиума Всемирного Совета Мира (ВСМ).
Кавалер ордена Падма Бхушан (1958), лауреат Международной Ленинской премии «За укрепление мира между народами» (1979).
Свои многочисленные путешествия Менон описал в автобиографии «Множество миров». Член лондонского Королевского общества по изучению Центральной Азии.

## Семья
Кумар Падма Шивашанкара Менон был женат на знатной наирке Сарасвати Анжи Санкара Наир (Saraswathi Anujee Sankaran Nair). Их дети — дочь и сын, четырёхкратный тёзка отца, известный как K. P. S. Menon junior.